# Damon Lindelof
Damon Laurence Lindelof (Teaneck, 24 aprile 1973) è uno sceneggiatore, produttore televisivo e fumettista statunitense, noto soprattutto come co-creatore, produttore e sceneggiatore principale di Lost.

## Biografia
Lindelof proviene dal New Jersey negli Stati Uniti. Ha frequentato una scuola di cinema alla New York University, dove ha fatto parte per un breve periodo di tempo della band Petting Zoo, e dopo il diploma si è trasferito a Los Angeles.
Inizialmente ha lavorato revisionando copioni cinematografici alla Paramount, Fox, e negli studios Alan Ladd. Nel corso della sua carriera ha scritto e prodotto alcuni episodi di Crossing Jordan. Ha scritto anche alcuni episodi di Nash Bridges, Wasteland e di Undressed, una serie antologica di MTV.
La sua fama è però principalmente dovuta al suo lavoro di sceneggiatore e produttore nella serie televisiva Lost, a fianco di J. J. Abrams.
Il 28 maggio 2005 si è sposato con Heidi Fugeman, con la quale è tuttora legato.
Nel 2006 Lindelof ha scritto anche una miniserie a fumetti per la Marvel Comics, Ultimate Wolverine vs. Hulk, per la linea Ultimate Marvel.
Nell'aprile 2006 Lindelof è stato nominato co-produttore di Star Trek, il penultimo film della saga uscito nel 2009. Lindelof è inoltre autore della sceneggiatura di Prometheus, lungometraggio di genere fantascientifico diretto da Ridley Scott, e co-sceneggiatore (assieme ad Alex Kurtzman e Roberto Orci) di Into Darkness - Star Trek, diretto da J.J. Abrams.
Dal 2014 è co-creatore e produttore esecutivo della serie televisiva targata HBO The Leftovers - Svaniti nel nulla, basata sul romanzo di Tom Perrotta Svaniti nel nulla.
Nel 2015 ha scritto e co-prodotto Tomorrowland della Walt Disney interpretato da George Clooney.

## Episodi diLost
- Pilota 1ª e 2ª parte  (Stagione 1, Episodi 1 e 2) con J. J. Abrams e Jeffrey Lieber
- Tabula Rasa  (Stagione 1, Episodio 3)
- il truffatore (Stagione 1, Episodio 8)
- Il Mistero della Valigetta (Stagione 1, Episodio 12) con Jennifer Johnson
- Ritorno (Stagione 1, Episodio 15)
- Deus Ex Machina (Stagione 1, Episodio 19) con Carlton Cuse
- Exodus 1ª, 2ª e 3ª Parte (Stagione 1, Episodi 23, 24 e 25) con Carlton Cuse
- Man of Science, Man of Faith (Stagione 2, Episodio 1)
- ...And Found  (Stagione 2, Episodio 5) con Carlton Cuse
- The Other 48 Days (Stagione 2, Episodio 7) con Carlton Cuse
- The 23rd Psalm (Stagione 2, Episodio 10) con Carlton Cuse
- One of Them (Stagione 2, Episodio 14) con Carlton Cuse
- Lockdown  (Stagione 2, Episodio 17) con Carlton Cuse
- ? (Stagione 2, Episodio 21) con Carlton Cuse
- Live Together, Die Alone 1ª e 2ª parte (Stagione 2, Episodi 23 e 24) con Carlton Cuse

## Filmografia

### Sceneggiatore

#### Cinema
- Ollie Klublershturf vs. the Nazis (2010) - cortometraggio
- Cowboys & Aliens, regia di Jon Favreau (2011)
- Prometheus, regia di Ridley Scott (2012)
- Into Darkness - Star Trek (Star Trek Into Darkness), regia di J. J. Abrams (2013)
- World War Z, regia di Marc Forster (2013)
- Tomorrowland - Il mondo di domani (Tomorrowland), regia di Brad Bird (2015)
- The Hunt, regia di Craig Zobel (2020)

#### Televisione
- Wasteland – serie TV, 2 episodi (1999)
- Undressed – serie TV (1999)
- Nash Bridges – serie TV, 25 episodi (2000-2001)
- Crossing Jordan – serie TV, 35 episodi (2001-2004)
- Lost – serie TV, 116 episodi (2004-2010)
- Lost: Missing Pieces – serie TV, 13 episodi (2007-2008)
- The Leftovers - Svaniti nel nulla (The Leftovers) – serie TV, 28 episodi (2014-2017)
- Phineas e Ferb (Phineas and Ferb) - serie animata, un episodio (2014) - soggetto
- Watchmen – miniserie TV (2019)
- Mrs. Davis - miniserie TV (2023) - co-sceneggiatore

### Produttore

#### Cinema
- Star Trek, regia di J. J. Abrams (2009)
- Ollie Klublershturf vs. the Nazis (2010) - esecutivo, cortometraggio
- Prometheus, regia di Ridley Scott (2012) - esecutivo
- Open Heart (2013) - esecutivo, documentario
- Into Darkness - Star Trek Star Trek Into Darkness), regia di J. J. Abrams (2013)
- Tomorrowland - Il mondo di domani (Tomorrowland), regia di Brad Bird (2015)
- Bending the Arc, regia di Kief Davidson e Pedro Kos (2017) - esecutivo, documentario
- The Hunt, regia di Craig Zobel (2020)

#### Televisione
- Crossing Jordan – serie TV, 35 episodi (2001-2004)
- Lost – serie TV, 116 episodi (2004-2010) - esecutivo
- Lost: Missing Pieces – serie TV, 13 episodi (2007-2008) - esecutivo
- The Leftovers - Svaniti nel nulla (The Leftovers) – serie TV, 28 episodi (2014-2017) - esecutivo
- Watchmen – miniserie TV (2019) - esecutivo
- Mrs. Davis - miniserie TV (2023) - co-creatore

### Attore

#### Televisione
- Lost – serie TV, un episodio (2006)
- Dr. House - Medical Division (House) – serie TV, un episodio (2011)
- C'era una volta (Once Upon a Time) – serie TV, un episodio (2012)
- The Leftovers - Svaniti nel nulla (The Leftovers) – serie TV, un episodio (2017)

## Videogiochi

### Sceneggiatore
- Lost: Via Domus (2008)

### Produttore
- Find 815 (2008)

## Premi
È stato candidato agli Emmy nel 2006 per la "Miglior sceneggiatura per una serie drammatica" assieme a Carlton Cuse per un episodio della seconda stagione di Lost, Il salmo 23.

## Curiosità
- Sebbene nella precedente serie The Ultimates, Hulk avesse affermato di aver ucciso 800 persone durante un suo attacco a New York, Lindelof nel secondo volume del suo fumetto precisa che in realtà erano 815. 815 è il numero del volo maledetto su cui viaggiavano i superstiti dell'isola di Lost, e costituisce una parte dei numeri "maledetti" ricorrenti in tutta la serie.
- È un grande fan di Stephen King che ha citato ripetutamente in Lost, con una particolare predilezione per la serie La torre nera.
- Assieme a Carlton Cuse gestisce il podcast ufficiale di Lost.